# Cleidogona major
Cleidogona major är en mångfotingart som beskrevs av Cook och Collins 1895. Cleidogona major ingår i släktet Cleidogona och familjen Cleidogonidae. Inga underarter finns listade i Catalogue of Life.